# Araguanã (Tocantins)
Araguanã est une municipalité brésilienne située dans l'État du Tocantins.